# Kanton Aurec-sur-Loire
Der Kanton Aurec-sur-Loire ist seit 1973 ein französischer Kanton im Arrondissement Yssingeaux im Département Haute-Loire in der Region Auvergne-Rhône-Alpes in Frankreich.

## Geographie
Der Kanton grenzt im Norden an die Kantone Saint-Bonnet-le-Château im Arrondissement Montbrison und Firminy im Arrondissement Saint-Étienne, beide im Département Loire, im Osten an den Kanton Saint-Didier-en-Velay, im Süden an den Kanton Monistrol-sur-Loire und im Westen an den Kanton Bas-en-Basset.

## Gemeinden
Der Kanton besteht aus vier Gemeinden mit insgesamt 14.671 Einwohnern (Stand: 2022) auf einer Gesamtfläche von 65,00 km²:
| Gemeinde                | Einwohner 1. Januar 2022 | Fläche km² | Dichte Einw./km² | Code INSEE | Postleitzahl |
| ----------------------- | ------------------------ | ---------- | ---------------- | ---------- | ------------ |
| Aurec-sur-Loire         | 6.133                    | 22,44      | 273              | 43012      | 43110        |
| Pont-Salomon            | 1.861                    | 8,43       | 221              | 43153      | 43330        |
| Saint-Ferréol-d’Auroure | 2.457                    | 10,85      | 226              | 43184      | 43330        |
| Saint-Just-Malmont      | 4.220                    | 23,28      | 181              | 43205      | 43240        |
| Kanton Aurec-sur-Loire  | 14.671                   | 65,00      | 226              | 4301       | –            |

Bis zur Neuordnung bestand der Kanton Aurec-sur-Loire aus der Gemeinde Aurec-sur-Loire.